# Nomophila nearctica
Nomophila nearctica là một loài bướm đêm trong họ Crambidae.

## Hình ảnh

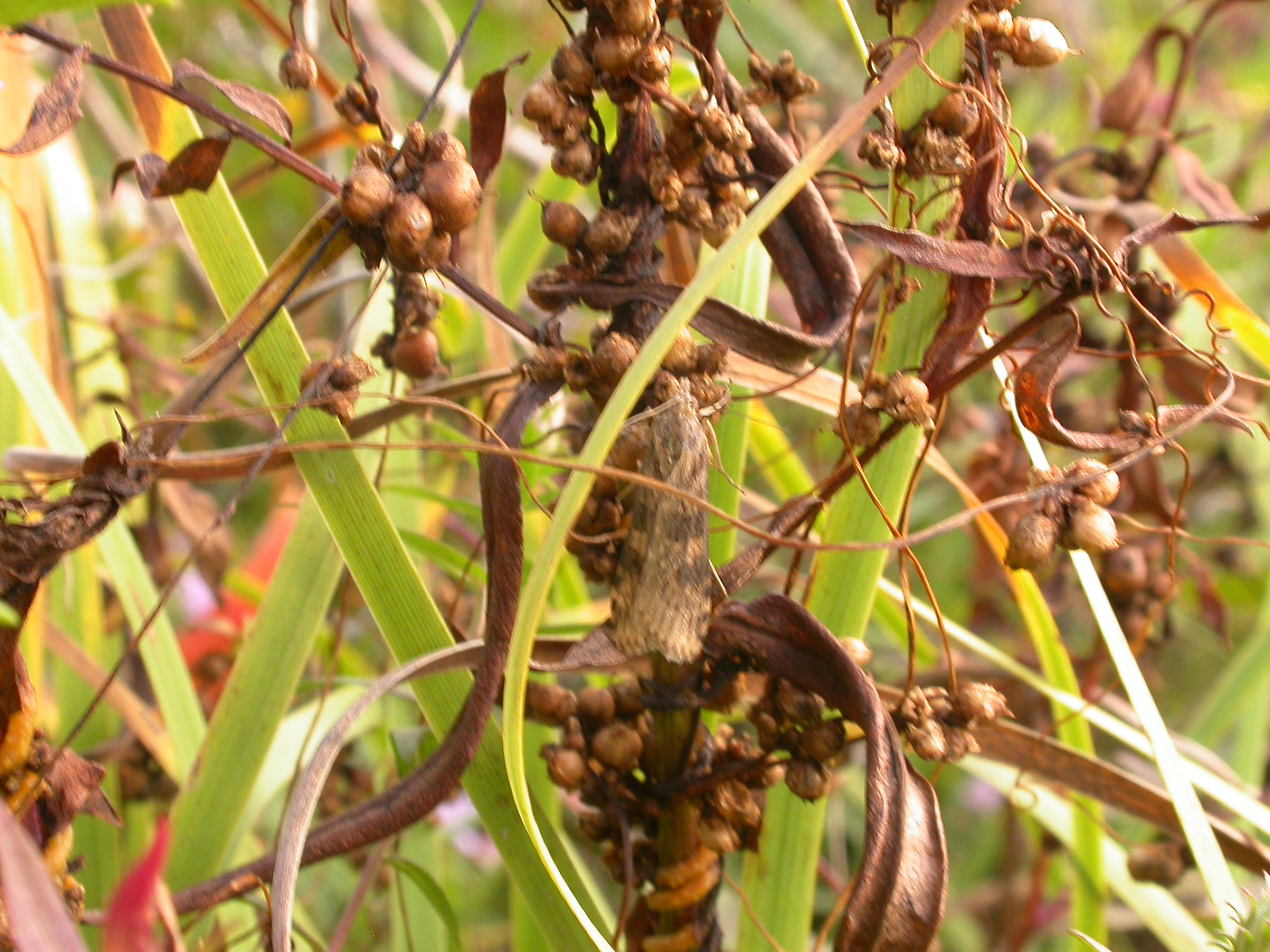